# ГЕС Сарапулло
ГЕС Сарапулло – гідроелектростанція, що спорудужється на північному заході Еквадору. Знаходячись перед ГЕС Alluriquin, становитиме верхій ступінь у дериваційному гідровузлі Тоачі-Пілатон, котрий створюється у сточищі річки Тоачі, лівої притоки Ріо-Бланко, яка в свою чергу є лівим витоком річки Есмеральдас (басейн Тихого океану).
В межах проекту на річці Пілатон (права притока Тоачі) облаштують водозабір, котрий спрямовуватиме ресурс до прокладеного у лівобережному гірському масиві дериваційного тунелю довжиною 5,9 км з діаметром 4,1 метра. Тунель перетинатиме водорозділ та виходитиме у долину Тоачі, де його продовжуватиме напірна шахта висотою 110 метрів з діаметром 3 метра. В системі також працюватиме вирівнювальний резервуар висотою 65 метрів та діаметром 12 метрів.
Облаштований у підземному виконанні машинний зал матиме розміри 50х14 метрів при висоті 31 метр. Тут встановлять три турбіни типу Френсіс потужністю по 16,8 МВт, котрі використовуватимуть напір у 130 метрів. 
Відпрацьована вода по відвідному тунелю довжиною 0,5 км з діаметром 3,8 метра транспортуватиметься до створеного на Тоачі водосховища, звідки спрямовуватиметься на наступну станцію гідровузла.
Проблеми з підрядниками та корупційні скандали негативно вплинули на реалізацію проекту. Станом на осінь 2018-го роботи не велись вже два роки і, як оцінювалось, ще такий же термін буде потрібно для завершення комплексу у випадку відновлення робіт.